# Spilosoma unipuncta
Spilosoma unipuncta là một loài bướm đêm thuộc phân họ Arctiinae, họ Erebidae.